# Fetsund
Fetsund is een plaats in de Noorse gemeente Lillestrøm, fylke Akershus. Fetsund telt 6604 inwoners (2007) en heeft een oppervlakte van 5,36 km².